# Josip Pičman
Josip Pičman (Lekenik, 14. veljače 1904. – Zagreb, 7. veljače 1936.) bio je hrvatski arhitekt.
Srednju školu i Arhitektonski odsjek Tehničkog fakulteta pohađa u Zagrebu, gdje je 1929. godine i diplomirao. Prvi njegov registrirani projekt bio je natječajni rad za Hrvatski dom u Osijeku, koji 1928. radi u suradnji s arhitektom Milovanom Kovačevićem. Nakon diplome objavljuje i projekt kavane Kontinental na Sušaku. 1929. godine nastaju glasoviti Pičmanovi projekti za tramvajsku stanicu na Jelačićevom trgu u Zagrebu, kojim će anticipirati temeljne ideje Miesa van der Rohea. Iste godine Pičman sudjeluje i na natječaju za izgradnju zagrebačkog Zakladnog bloka, nakon čega odlazi u Njemačku. U Njemačkoj radi u atelieru glasovitog arhitekta Hansa Poelziga. Do 1928. u Poelzigovom atelijeru radio je još jedan značajan hrvatski arhitekt- Zdenko Strižić. Pičman će surađivati s oba ova arhitekta. S Poelzigom sudjeluje na izvedbi tvornice I. G. Farben u Frankfurtu na Majni, dok će sa Strižićem raditi na projektu za izgradnju splitskog kupališta Bačvice. Pičman će tada radi i projekt Banske palače, također u Splitu. 
Iskustva stečena u Poelzigovom atelieru ostavit će trajan utjecaj na formiranje Pičmanovog odnosa prema modernoj arhitekturi. Nakon godinu dana arhitekt Pičman se vraća u Zagreb, gdje će 1932. u zajednici s arhitektima Vladimirom Antolićem, Viktorom Hečimovićem, Zvonimirom Kavurićem, Josipom Seisselom, Bogdanom Teodorićem i Ernestom Weissmannom pokrenuti Radnu grupu Zagreb (ZG). Ova će skupina arhitekata zajednički sudjelovati na nekoliko natječaja. 1932. na natječaju za Poljoprivredni i šumarski fakultet u Zagrebu dodijeljena im je druga nagrada, a godinu poslije učestvuju projektima i na natječajima za Radničke ustanove i Radnička naselja. Istovremeno Pičman radi i u tandemu sa Seisselom na projektu crkve sv. Ćirila i Metoda na Sušaku, a 1934. i na natječajnom projektu regulacije sušačkog trga Kralja Petra. Te godine Pičmanu je dodijeljena 1. nagrada za Narodni dom na Sušaku, na čijem će projektu raditi sve do svog tragičnog svršetka 7. veljače 1936. Godine 1935., neposredno prije smrti, Pičman se po drugi put vratio problemu Banske palače u Splitu, da bi po tome, opet u suradnji s arhitektom Seisselom radio na svome posljednjem projektu Gradske podružne škole i Državne obrtne škole u Zagrebu. 
Osobito je zanimljivo sjećanje arhitekta Zvonimira Vrkljana, koji je bio među svjedocima posljednjih nekoliko sati iz života arhitekta Josipa Pičmana: “U predvečerje odsudnog dana sreli smo se na Kazališnom trgu kraj Fernkornova spomenika sv. Jurja. Bio je nervozan i očajan, iznosio mi svoja strahovanja i tegobe. Nastojao sam ga smiriti i ohrabriti. Rastali smo se tako da nisam imao dojam da bi mogao poduzeti taj tragičan korak. Sutradan, 7. veljače 1936. u živčanoj napetosti počinjao je nekoliko puta pisati majci, zgužvane papire bacao je u košaru, a onda se sunovratio sa šestoga kata u dvorište. U padu je naletio na telefonske žice koje su ga odbacile na terasu. Teško ranjenog otpremili su ga u bolnicu gdje je za kratko vrijeme umro. Prekasno je toga dana stigao brzojav da mu je povjeren posao na Sušaku”. 
I premda je kroz svoj kratki i tragičan život izradio čitav niz idejnih studija i natječajnih projekata, čak preko trideset, izvedeno ih je tek nekoliko: planinarska kuća u Suhom (1928.), obiteljska kuća u Zvonimirovoj ulici 92 u Zagrebu (1931.), stambena zgrada u Gajevoj 23 (1933.), te agronomski i mljekarski paviljon u sklopu Poljoprivredno- šumarskog fakulteta, također u Zagrebu (1932. – 1935.). U Beogradu je projektirao zgradu Glavne pošte (1938.).

## Vanjske poveznice
- Pičman, Josip Hrvatska tehnička enciklopedija, portal hrvatske tehničke baštine. LZMK